# Shōtarō Ishinomori
Shōtarō Ishinomori (jap. 石ノ森章太郎 Ishinomori Shōtarō; ur. 25 stycznia 1938 w Tome, zm. 28 stycznia 1998 w Tokio) – japoński mangaka, znany jako twórca kilku niezwykle popularnych seriali takich jak Cyborg 009, Kikaider, a także Kamen Rider i Himitsu Sentai Goranger, które zapoczątkowały takie serie jak Super Sentai i Kamen Rider.
Został dwukrotnie nagrodzony nagrodą Shogakukan Manga: w 1968 roku za Sabu do Ichi Torimono Hikae oraz w 1988 roku za Hotel i Manga Nihon Keizai Nyumon. Urodził się pod imieniem Shōtarō Onodera (jap. 小野寺章太郎 Onodera Shōtarō) w Tome, był znany także jako Shōtarō Ishimori (jap. 石森章太郎 Ishimori Shōtarō) do roku 1986, kiedy to zmienił swoje nazwisko na Ishinomori.
Ishinomori palił papierosy, pod koniec życia ciężko chorował na chłoniaki. Zmarł na wywołany przez nie atak serca niespełna 3 dni po 60. rocznicy urodzin. Jego synem jest Jou Onodera.
Pośmiertnie Ishinomori został wpisany do Księgi rekordów Guinnessa, za pobicie rekordu 128 000 stron komiksu stworzonych przez jednego autora. W 2001 w Ishinomaki otworzono muzeum poświęcone jego imieniem, wraz z wystawą jego twórczości.

## Twórczość

### Mangi i anime
- Cyborg 009
- Sabu to Ichitori Monohikae
- Sora Tobu yūrei Sen
- Hela Superdziewczyna
- Genshi Shōnen Ryū
- Skull Man
- Hoshi no Ko Chobin
- Guyslugger
- Gilgamesh

### Seriale tokusatsu
- Kamen Rider (pierwszy z serii Kamen Rider)
- Android Kikaider
- Henshin Ninja Arashi
- Kamen Rider V3
- Kikaider 01
- Robot Keiji
- Inazuman
- Kamen Rider X
- Inazuman Flash
- Ganbare!! Robocon
- Kamen Rider Amazon
- Kamen Rider Stronger
- Himitsu Sentai Goranger (pierwszy z serii Super Sentai)
- Akumaizer 3
- Uchū Tetsujin Kyodyne
- Chōjin Bibyūn
- Kaiketsu Zubat
- J.A.K.Q. Dengekitai
- Daitetsujin 17
- Tōmei Dori-chan
- Kamen Rider (Skyrider)
- Kamen Rider Super-1
- Kamen Rider ZX
- Seiun Kamen Machineman
- Kyōdai Ken Byclosser
- Kamen Rider Black
- Kamen Rider Black RX
- Shin Kamen Rider: Prologue
- Kamen Rider SD
- Ultraman vs. Kamen Rider
- Voicelugger[a]
- Moero!! Robocon[a]